# American Gun (film, 2005)
Pour les articles homonymes, voir American Gun.
Pour plus de détails, voir Fiche technique et Distribution.
American Gun est un film américain réalisé par Aric Avelino, sorti en 2005.

## Synopsis
Les destins croisés de plusieurs personnages, dont les existences ont été bouleversées par la prolifération des armes à feu aux Etats-Unis.

## Fiche technique
- Titre original : American Gun
- Réalisation : Aric Avelino
- Scénario : Steven Bagatourian et Aric Avelino
- Production : Ted Kroeber
  - Producteurs délégués : Chris Adams, Holly Becker, Forest Whitaker...
- Société de production : IFC Films, Participant Productions et Spirit Dance Entertainment
- Musique : Peter Golub
- Photographie : Nancy Schreiber
- Montage : Richard Nord (en)
- Décors : Devorah Herbert
- Costumes : Deborah Everton
- Pays :  États-Unis
- Genre : Drame
- Durée : 95 minutes
- Format : Couleur (Technicolor) - Son : Dolby Digital - 1,85:1 - Format 35 mm
- Budget :
- Dates de sortie : 
  -  Canada : 15 septembre 2005 (Festival international du film de Toronto)
  -  États-Unis : 22 mars 2006 (en nombre de salles limité)
- Dates de sortie DVD : 
  -  Canada et  États-Unis : 29 août 2006

## Distribution
- Marcia Gay Harden : Janet Huttenson
- Forest Whitaker : Carter
- Donald Sutherland : Carl Wilk
- Lisa Long : Sandra Cohen
- Chris Warren Jr. : Marcus
- David Heymann : Le producteur
- Chris Marquette : David Huttenson
- Amanda Seyfried : Mouse
- Nikki Reed : Tally
- Joseph Kell : Security Guard
- Tony Goldwyn : Frank
- Rex Linn : Earl
- Kevin Phillips : Reggie
- Davenia McFadden : Felicia
- Linda Cardellini : Mary Ann Wilk

## Distinctions

### Nominations
- 2007 : Nomination aux Film Independent's Spirit Awards dans les catégories Meilleur film, Meilleur rôle masculin (pour Forest Whitaker) et Meilleur second rôle féminin (pour Marcia Gay Harden)